# Mabel Grouitch

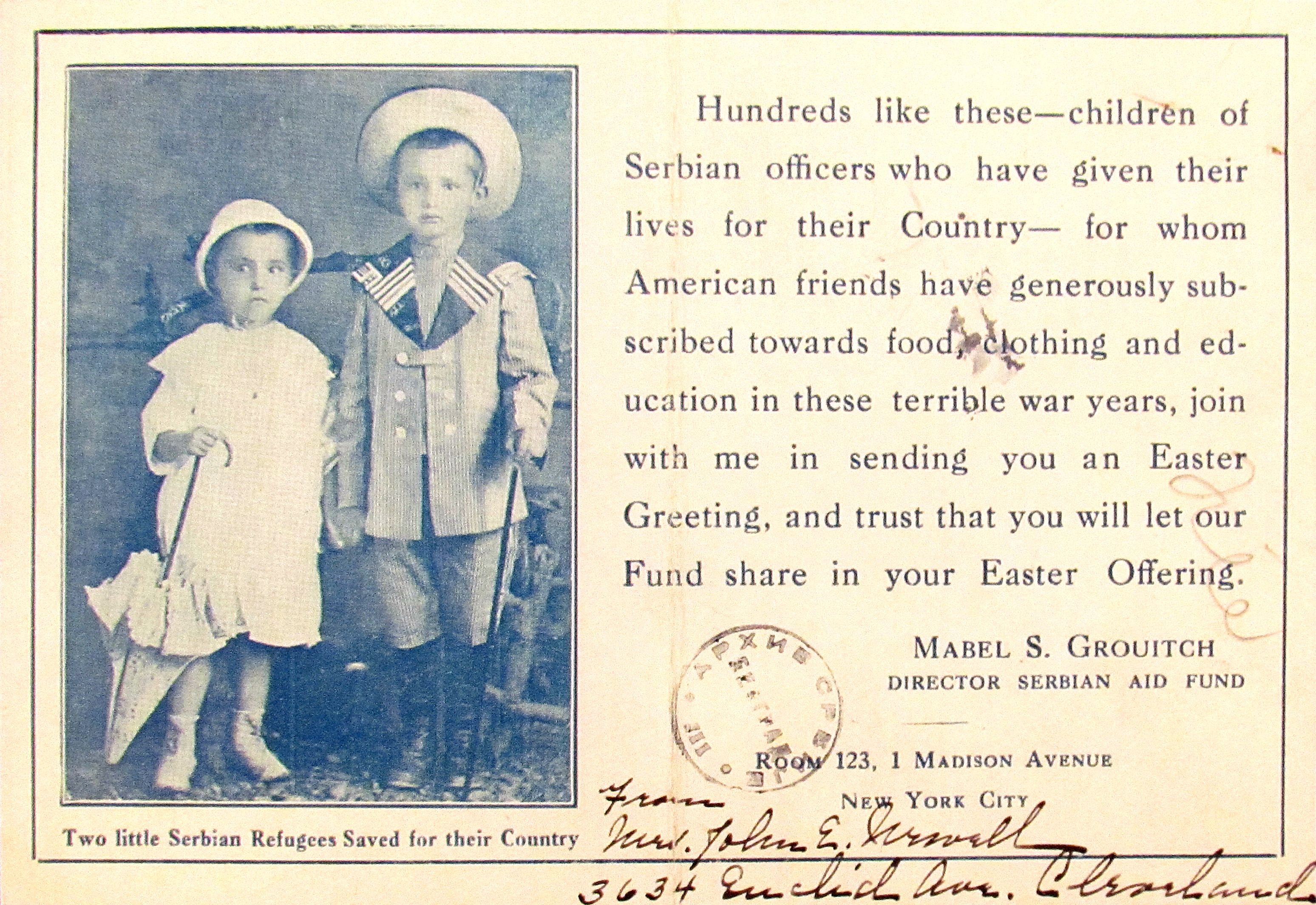
Un corrispondente del Fondo di aiuto serbo con l'appello per donazioni per gli orfani di guerra serbi

Mabel Grouitch, nata Mabel Dunlop (Clarksburg, 13 agosto 1862 – Georgetown, 13 agosto 1956), è stata un'archeologa e filantropa statunitense ed infermiera volontaria della Croce Rossa in Serbia, durante le due guerre balcaniche e la prima guerra mondiale.

## Biografia
Mabel Gordon Dunlop era originaria di Clarksburg (Virginia Occidentale). Suo padre era un importante ferroviere dei primi giorni in Virginia e successivamente a Chicago, nell'Illinois. Quando era ancora giovane, Mabel si interessò allo studio dell'archeologia e dell'etnologia, delle quali suo padre era molto appassionatgo. Nel 1901, dopo aver studiato per diversi anni all'Università di Chicago, andò ad Atene, in Grecia, per studiare archeologia. Mentre era studentessa ad Atene conobbe suo marito, il dottor Slavko Grujić, membro di una illustre famiglia serba, che all'epoca era incaricato d'affari della legazione serba a Parigi. In seguito sarebbe diventato incaricato d'affari serbo presso la Corte di San Giacomo, Londra, Inghilterra.

### La carriera
Si dedicò al lavoro di emancipazione delle donne della Serbia. L'Università di Belgrado ammetteva le donne, ma molte ragazze serbe non ne erano a conoscenza. Erano queste giovani donne che voleva aiutare a fornire istruzione nelle arti scientifiche, culturali e domestiche. Lei e alcune nobildonne di Belgrado decisero di fondare un collegio in città. Le mogli dei rappresentanti del Governo serbo presso le varie corti d'Europa la aiutarono a raccogliere fondi per questa causa.
Mabel era particolarmente interessata a istituire un corso di agraria per ragazze in collegamento con l'Università di Belgrado, perché, secondo lei, un figlio non può essere risparmiato per andare a studiare agricoltura perché i figli devono entrare nell'esercito, una figlia potrebbe essere risparmiata e poi tornare a casa per condividere con la sua famiglia ciò che ha imparato. Mabel Grouitch raccolse una grossa somma di denaro dai suoi amici negli Stati Uniti per aiutare con questi sforzi. Raccolse fondi per la Croce Rossa serba durante le guerre balcaniche. Guidò un gruppo di infermiere dal Regno Unito alla Serbia nel 1914 durante la prima guerra mondiale, diventando una buona amica di Flora Sandes.

### Il Mabel Grouitch Baby Hospital

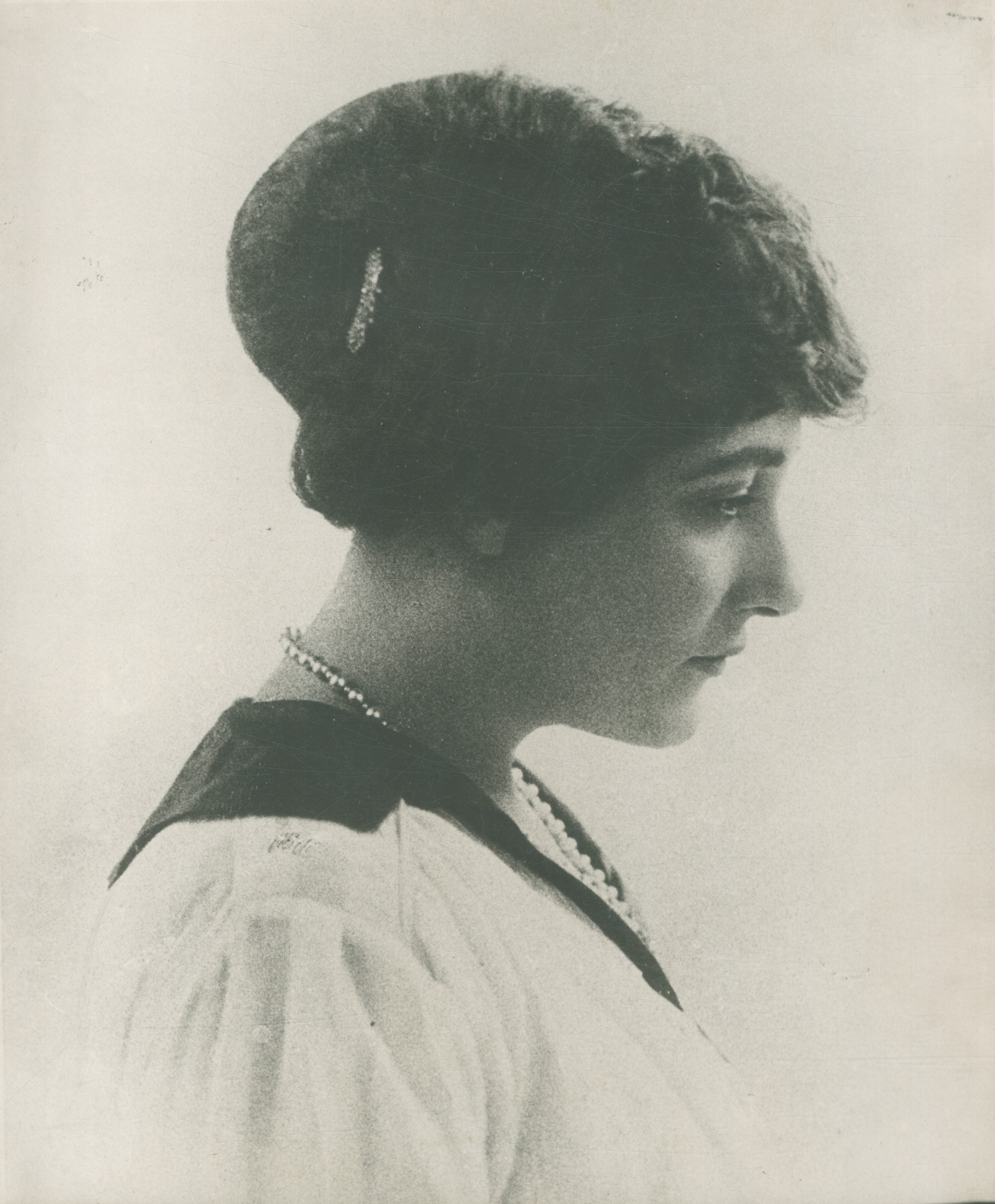
Ritratto di Mabel Grouitch

All'inizio di luglio 1915, Mabel, ora moglie del sottosegretario agli affari esteri in Serbia, consegnò una somma di denaro alla Croce Rossa Americana, chiedendo di organizzare un'unità composta da due medici e due infermiere per recarsi in Serbia con le attrezzature e le forniture necessarie per istituire un ospedale per neonati e bambini piccoli. Questi fondi furono raccolti grazie alle fatiche dei filantropi degli Stati Uniti e da allora, di tanto in tanto, arrivavano altre donazioni per l'ospedale e furono aggiunte al fondo.

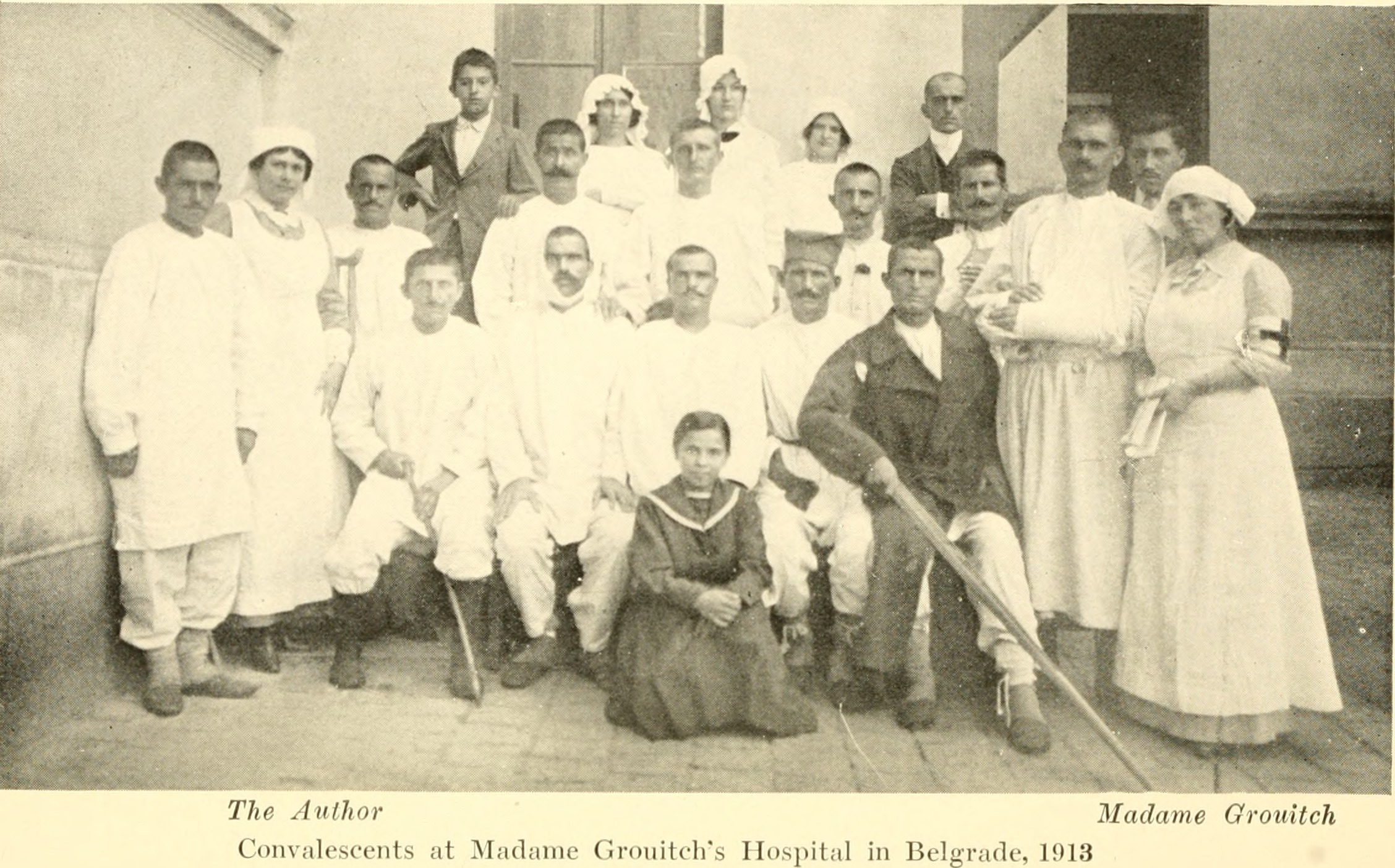
Ospedale di Grouitch a Belgrado, 1913

La dottoressa Louise Tayler Jones, di Washington, DC, su richiesta della Grouitch, si offrì volontaria per recarsi in Serbia come direttore medico e organizzare l'ospedale, e la dottoressa Catherine Travis, della New Britain (Connecticut), fu nominata assistente. Maud Metcalf e Grace Utley, due infermiere della Croce Rossa americana, furono assegnate al servizio come personale infermieristico dell'ospedale.
Nel bel mezzo della guerra, il dottor Jones e il dottor Travis salparono sul piroscafo Vasilefs Constantinos, diretti in Grecia, raggiungendo il Pireo il 19 luglio e Atene il 4 agosto. Da lì si sono diretti a Niš, la capitale temporanea della Serbia, che raggiunsero il 10 agosto. Le due infermiere salparono il 30 luglio sul piroscafo Patris con l'intero equipaggiamento e le provviste per l'ospedale. Riferirono al Dr. Jones a Niš il 25 agosto.
Il 30 agosto, Mabel Grouitch arrivò in Serbia con Elizabeth Shelley, un'americana, che aveva agito come sua segretaria negli Stati Uniti e che si era recata in Serbia per lavorare nel baby hospital come infermiera volontaria. L'ospedale fu aperto a Niš per l'accoglienza dei pazienti il 29 agosto 1915, con il nome di Mable Grouitch Baby Hospital.
La dottoressa Jones, dopo aver dato un buon inizio all'ospedale, salpò da Salonicco, in Grecia, il 30 settembre e fece rapporto negli Stati Uniti il 22 ottobre 1915. Le successe la dottoressa Travis come direttore. Poco dopo, la Serbia fu invasa dalle forze combinate austro-ungariche, tedesche e bulgare il 13 ottobre, l'ospedale per bambini cessò di esistere e divenne un'ambulanza da campo per prendersi cura dei soldati serbi malati e feriti.

### Gli anni successivi
Secondo la storica Barbara Tuchman, durante la prima e la seconda guerra mondiale, Mable Grouitch fu coinvolta nel reclutamento di agenti per la Naval Intelligence Division. Mabel morì di leucemia il 13 agosto 1956 in un ospedale di Georgetown a Washington D.C.